# Serotoninski antagonist
Serotonin antagonist je lek koji se koristi za inhibiranje dejstva serotoninskih (5-HT) receptora.

## Tipovi

### antagonisti
Antagonisti  receptora se ponekad koriste kao atipični antipsihotici (za razliku od tipičnih antipsihotika, koji su čisto dopaminski antagonisti). U ovu grupu lekova se ubrajaju:
- Klozapin blokira  i 4 receptore.
- Ciproheptadin blokira  i blag je antiholinergik.
- Ketanserin blokira ,  i alfa 1 (A1) adrenoreceptore.
- Metisergid je  antagonist i neselektivni blokator  receptora.
- Kvetijapin blokira , , dopaminske receptore  i , histaminski receptor , i A1 adrenoreceptore.

### 5-HT3antagonisti
Ova grupa lekova selektivno deluje na  receptore, te su poznati kao  antagonisti. Oni su efikasni u tretmanu hemoterapijom indukovanog povraćanja.
- Dolasetron
- Granisetron
- Ondansetron
- Palonosetron
- Tropisetron

Drugi 5-HT3 antagonisti se koriste za tretman sindroma nadraženih creva:
- Alosetron
- Cilansetron

### Drugi
- Pizotifen je  antagonist, H1 blokator i antiholinergik koristan za migrensku profilaksu.
- Hrizantema je biljka koja se tradicionalno koristila za migrene.

## Spoljašnje veze
- Serotonin+Antagonists на 
- lista agensa 82012702